# Blatodee

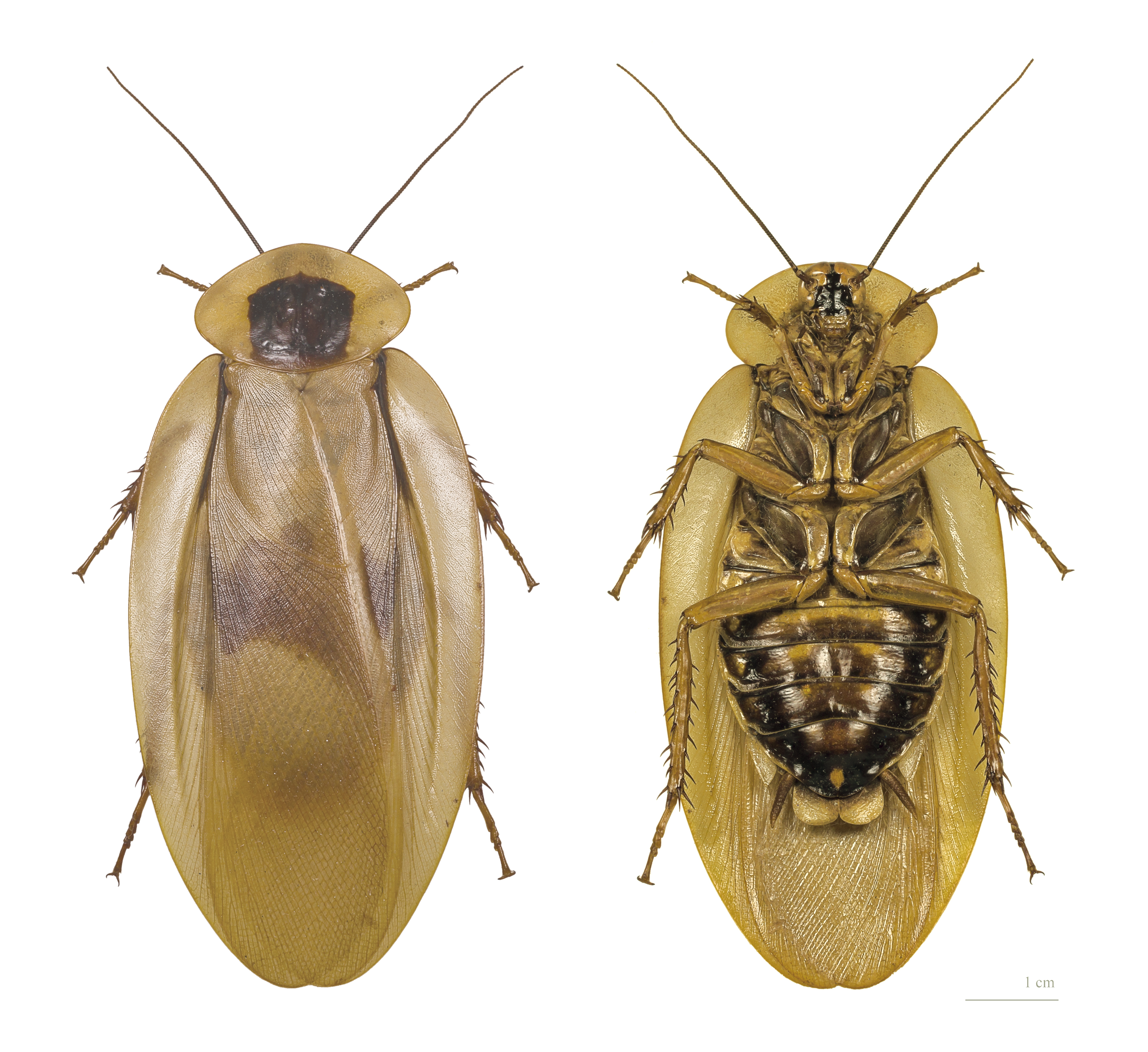
Blaberus giganteus

Blatodeele (Blattodea) sau blatariile (Blattaria) este un ordin de insecte cu corpul alungit, oval, puternic turtit dorsoventral, cu protoracele, de asemenea, turtit și lățit în formă de disc, dedesubtul căruia se află capul. Mărimea corpului variază între 2 și 100 mm. Culoarea în majoritatea cazurilor este brună sau negricioasă. Sunt insecte termofile, întâlnindu-se mai ales în țările calde. O importanță destul de mare practică prezintă câteva speciile sinantrope: gândacul negru de bucătărie (Blatta orientalis), gândacul galben de bucătărie (Blattella germanica), gândacul de bucătărie american (Periplaneta americana), care locuiesc pe lângă așezările omenești, hrănindu-se cu diferite alimente de origine vegetală, dăunând în primul rând prin murdărirea produselor agroalimentare cu excremente și exuvii, apoi prin transmiterea de agenți patogeni ai diferitelor boli. Speciile libere nesinantrope apar mai ales în păduri, pe arbori și arbuști, sau se ascund în frunzar, sub pietre etc.